# 瑪爾漢
瑪爾漢，又譯馬爾漢（1634年—1718年），兆佳氏，满洲正白旗人。清朝政治人物，清朝兵部尚書、吏部尚书。

## 生平
順治十一年（1654年），繙譯舉人。授工部七品筆帖式，累遷刑部員外郎。康熙十三年（1674年），署驍騎參領隨揚威將軍阿密達征討三藩之亂中陝西王輔臣部，多有戰功。十七年（1678年）授監察御史，遷戶部郎中。三十三年（1694年），特授改補翰林院侍講學士，隨即擢兵部右侍郎。三十五年（1696年），改兵部左侍郎。三十八年（1699年）擢都察院左都御史；十一月己亥，改兵部尚書，充議政大臣、經筵講官。四十六年（1707年），改吏部尚書。四十八年（1709年），以老病乞休。
五十七年（1718年）卒，年八十五歲。康熙帝遣內大臣臨奠，賜祭葬。雍正八年（1730年），上諭褒獎瑪爾漢「謹慎忠厚，事聖祖宣力多年，完名引退」，追贈太子太傅，入祀賢良祠。乾隆元年（1736年），追諡恭勤。

## 家庭
- 曾祖覺色。“覺色，正白旗人，世居額爾敏地方，國初來歸。其孫……額赫禮原任前鋒校。曾孫……馬爾漢原任吏部尚書。……又覺色之元孫色啟原任防禦，穆爾泰原任工部侍郎，……塞爾弼原任都統兼佐領，定柱原任中書，闗柱原任御史兼佐領。……五世孫額森現任筆帖式，兆君保、兆君柱俱現任三等侍衛”（载《八旗滿洲氏族通譜》卷31）。
- 祖父。
- 父額赫禮，原任前鋒校。
- 妻李佳氏。
- 子定柱，內閣中書，誥封中憲大夫。妻瓜爾佳氏（誥封恭人，欽旌貞節，建坊崇祀）。孙儿兆清。
- 子關柱，掌京畿道監察御史兼佐領[1]。孙儿兆傑，曾孙女兆佳氏嫁正蓝旗奉恩輔國公晉隆（胞兄盛京将军、奉恩輔國公晉昌）。
- 女兆佳氏，怡賢親王胤祥嫡福晉。
- 女兆佳氏，嫁正黄旗满洲、山西巡抚伊尔根觉罗氏伊都立（父大学士伊桑阿）。

## 延伸阅读
[在维基数据编辑]
 《清史稿/卷268》，出自趙爾巽《清史稿》